# Лесьниця (Свентокшиське воєводство)
Лесьниця (пол. Leśnica) — село в Польщі, у гміні Малогощ Єнджейовського повіту Свентокшиського воєводства.
Населення — 605 осіб (2011).
У 1975-1998 роках село належало до Келецького воєводства.

## Демографія
Демографічна структура на день 31 березня 2011 року:
|          | Загалом | Допрацездатний вік | Працездатний вік | Постпрацездатний вік |
| -------- | ------- | ------------------ | ---------------- | -------------------- |
| Чоловіки | 326     | 83                 | 212              | 31                   |
| Жінки    | 279     | 63                 | 157              | 59                   |
| Разом    | 605     | 146                | 369              | 90                   |